# Zmeinogorskij rajon
Lo Zmeinogorskij rajon (in russo Змеиногорский район?) è un rajon del kraj dell'Altaj, nella Russia asiatica.